# Tabanus taeniola
Tabanus taeniola (лат.) — вид слепней из подсемейства Tabaninae.

## Описание
Голова шире груди, Скулы с длинными белыми волосами. У живых особей глаза темно-зеленые без полосок. Щупики с белыми волосками. Первые два членика усиков оранжево-коричневые в чёрных волосках. Третий членик усика оранжево-коричневый у основания и тёмно-коричневые ближе к вершине, членики аристы чёрные. Грудь серовато-чёрная с чёрными и беловатыми волосками и беловатой полосой по середине, которая почти достигает заднего края груди. Щиток коричневый с нечёткими волосками. Пучки волосков в закрыловой области беловатые или золотисто-коричневые. Жужжальца желтовато-белые. Вершинная треть голеней передних ног черновато-коричневая с черными волосами, основные 2/3 — светло-коричневые с желтыми волосками. Бёдра передних ног серовато-чёрные с чёрными и длинными серебристо-белыми волосами, а голени чёрные с чёрными волосами. Голени задних ног желтовато-коричневые с чёрными и белыми волосками, бёдра задних ног серовато-чёрные с белыми волосками. Лапки светло-коричневые с чёрными волосками. Брюшко оранжево-коричневое с чёрным, сужается кзади, так что последний сегмент кажется заострённым.

## Биология
Назойливые кровососы, нападающие на домашний скот. Переносчики трипаносом Trypanosoma congolense и Trypanosoma theileri. Самки откладывают около 260 яиц. Развитие на стадии яйца продолжается от 4 до 9 суток. Личинки обитают по берегам оросительных каналов. Питаются моллюсками, в лабораторных условиях питались личинками комнатных мух. Личинки весенне-летнего поколения (мая по август) развиваются около 50 суток, а осенне-зимнего поколения (появившиеся после августа) — 225 суток.

## Распространение
Встречается на большей части Африки, Мадагаскаре и островах Альдабра.